# Mary Steenburgen
Mary Nell Steenburgen (Newport, Arkansas, 1953. február 8.–) Oscar- és Golden Globe-díjas amerikai színésznő, komikus, énekesnő és dalszerző. 
Az 1970-es években a New York-i Neighborhood Playhouse-ban tanult. A Melvin és Howard című 1980-as filmmel legjobb női mellékszereplőként Oscar- és Golden Globe-díjakat nyert. Az 1981-es Ragtime című filmért újabb Golden Globe-jelölést kapott, míg az 1985-ös Az éj szelíd trónján című minisorozatért BAFTA TV Awardra jelölték. Az 1988-as The Attic: The Hiding of Anne Frank című tévéfilm egy Primetime Emmy-jelölést hozott számára.

## Élete

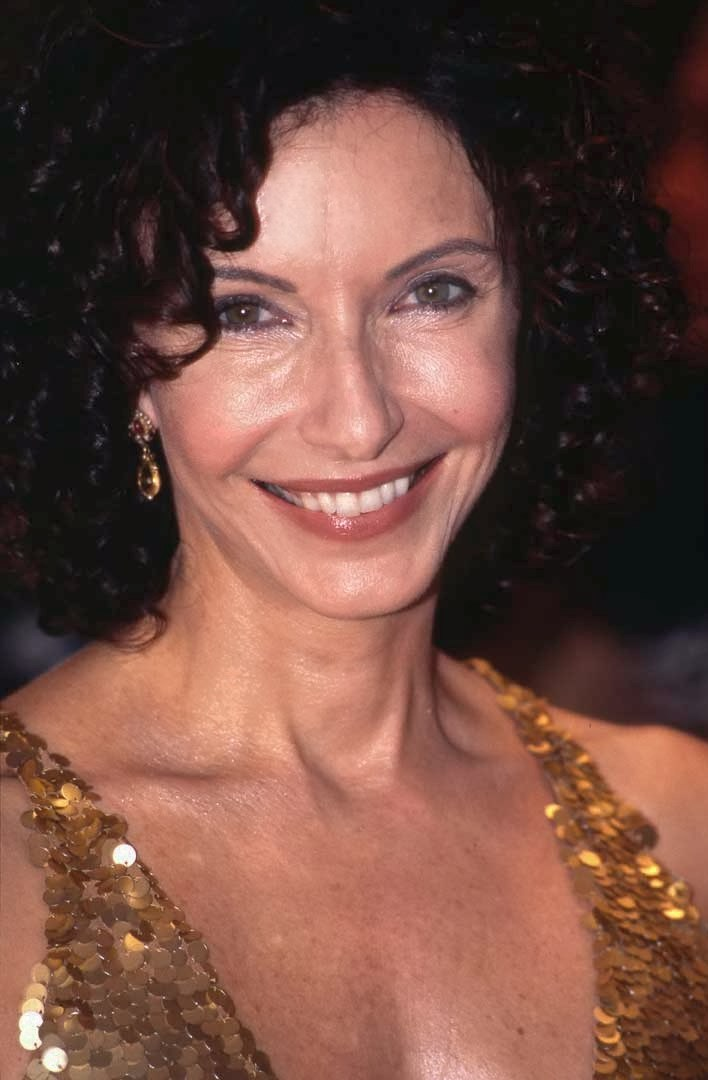
2000 decemberében

Steenburgen 1953. február 8-án született az arkansasi Newportban, Nellie Mae (szül. Wall; 1923-2010) iskolatitkár és Maurice Hoffman Steenburgen (1914-1989) tehervonat-konduktor gyermekeként, aki a Missouri Pacific vasútnál dolgozott. Van egy nővére, Nancy (Steenburgen) Kelly, aki tanár. Felmenői holland, angol, skót és walesi származásúak.
1971-ben beiratkozott a Hendrix College-ba, hogy drámát tanuljon. Ezt követően drámatanára javaslatára Dallasba utazott, ahol sikeresen felvételizett a New York-i Neighborhood Playhouse-ba.

## Magánélete
1978-ban Steenburgen találkozott és elkezdett randizni Malcolm McDowell színésszel, miközben mindketten együtt szerepeltek az Időről időre című filmben. Összeházasodtak, és két közös gyermekük született, köztük Charlie McDowell nevű fiuk. Később elváltak. 1995. október 7-én Steenburgen hozzáment Ted Danson színészhez, akivel a Pontiac expedíció című film forgatásán ismerkedett meg, és Danson két lányának mostohaanyja lett, akik előző házasságából, Cassandra Coates producerrel kötött házasságából valók. Steenburgen Los Angeles környékén él családjával. 1989-ben a Hendrix College öregdiákjaként tiszteletbeli doktori címet kapott az intézménytől. 2006-ban Steenburgen az Arkansas állambeli Batesville-ben található Lyon College tiszteletbeli Doctor of Humane Letters fokozatát kapta meg. 2005 szeptemberében ő és Danson vendégelőadást tartott a Clinton School of Public Service hallgatóinak, ahol megvitatták a közösségi szolgálatban betöltött szerepüket, valamint azokat az alapítványokat és ügyeket, amelyekben részt vesznek.
Steenburgen Hillary Clinton volt szenátor és külügyminiszter barátja, és Dansonnal együtt támogatta Clinton 2008-as elnökválasztási kampányát. A 2016-os demokrata nemzeti konvención is felszólalt. Steenburgen emellett különböző csoportokban is részt vesz, az emberi jogoktól kezdve a környezetvédelmi ügyekig.
Steenburgen fia, Charlie McDowell 2014 óta folyamatosan viccelődik a színésznő rovására, és a közösségi médiában többször is azt állította, hogy az édesanyja Andie MacDowell színésznő.

## Filmográfia

### Film
| Év   | Magyar cím                                  | Eredeti cím                                        | Szerep                        | Magyar hang        |
| ---- | ------------------------------------------- | -------------------------------------------------- | ----------------------------- | ------------------ |
| 1978 | Irány délre!                                | Goin’ South                                        | Julia Tate Moon               | Spilák Klára       |
| 1979 | Időről időre                                | Time After Time                                    | Amy Robbins                   | Huszárik Kata      |
| 1980 | Melvin és Howard                            | Melvin and Howard                                  | Lynda West Dummar             | Csere Ágnes        |
| 1981 | Ragtime                                     | Ragtime                                            | anya                          | Győry Franciska    |
| 1982 | Szentivánéji szexkomédia                    | A Midsummer Night’s Sex Comedy                     | Adrian                        | Schell Judit       |
| 1982 | Szentivánéji szexkomédia                    | A Midsummer Night’s Sex Comedy                     | Adrian                        | Kökényessy Ági     |
| 1983 |                                             | Cross Creek                                        | Marjorie Kinnan Rawlings      |                    |
| 1983 | Romantikus komédia                          | Romantic Comedy                                    | Phoebe Craddock               | Kéri Kitty         |
| 1983 | Romantikus komédia                          | Romantic Comedy                                    | Phoebe Craddock               | Zborovszky Andrea  |
| 1985 | Varázslatos karácsony                       | One Magic Christmas                                | Ginny Grainger                | Papp Ágnes         |
| 1987 | Csapdában (A tél foglyai)                   | Dead of Winter                                     | Julie Rose                    | Andresz Kati       |
| 1987 | Csapdában (A tél foglyai)                   | Dead of Winter                                     | Julie Rose                    | Németh Kriszta     |
| 1987 | Csapdában (A tél foglyai)                   | Dead of Winter                                     | Julie Rose                    | nem ismert         |
| 1987 | Csapdában (A tél foglyai)                   | Dead of Winter                                     | Katie McGovern                | Vándor Éva         |
| 1987 | Csapdában (A tél foglyai)                   | Dead of Winter                                     | Katie McGovern                | Németh Kriszta     |
| 1987 | Csapdában (A tél foglyai)                   | Dead of Winter                                     | Katie McGovern                | Kökényessy Ági     |
| 1987 | Csapdában (A tél foglyai)                   | Dead of Winter                                     | Evelyn                        | Vándor Éva         |
| 1987 | Csapdában (A tél foglyai)                   | Dead of Winter                                     | Evelyn                        | Németh Kriszta     |
| 1987 | Csapdában (A tél foglyai)                   | Dead of Winter                                     | Evelyn                        | nem ismert         |
| 1987 | Bálnák augusztusban                         | The Whales of August                               | Sarah fiatalon                |                    |
| 1987 | Holtvágányon                                | End of the Line                                    | Rose Pickett                  | Molnár Zsuzsa      |
| 1989 | Tűzről pattant hölgy                        | Miss Firecracker                                   | Elaine Rutledge               | Spilák Klára       |
| 1989 | Tűzről pattant hölgy                        | Miss Firecracker                                   | Elaine Rutledge               | Gubás Gabi         |
| 1989 | Vásott szülők                               | Parenthood                                         | Karen Buckman                 | Tóth Enikő         |
| 1989 | Vásott szülők                               | Parenthood                                         | Karen Buckman                 | Kovács Nóra        |
| 1990 | Vissza a jövőbe III.                        | Back to the Future Part III                        | Clara Clayton                 | Kovács Nóra        |
| 1990 | Hosszú az út hazáig                         | The Long Walk Home                                 | narrátor (hangja)             |                    |
| 1991 | Csere-bere páros (Hentes felesége)          | The Butcher’s Wife                                 | Stella Keefover               | Kiss Mari          |
| 1991 | Csere-bere páros (Hentes felesége)          | The Butcher’s Wife                                 | Stella Keefover               | Vándor Éva         |
| 1993 | Gilbert Grape                               | What's Eating Gilbert Grape                        | Betty Carver                  | Vándor Éva         |
| 1993 | Philadelphia – Az érinthetetlen             | Philadelphia                                       | Belinda Conine                | Csere Ágnes        |
| 1994 | Clifford                                    | Clifford                                           | Sarah Davis Daniels           | Orosz Helga        |
| 1994 | Clifford                                    | Clifford                                           | Sarah Davis Daniels           | Mezei Kitty        |
| 1994 | Pontiac expedíció                           | Pontiac Moon                                       | Katherine Bellamy             | Simorjay Emese     |
| 1994 | Pontiac expedíció                           | Pontiac Moon                                       | Katherine Bellamy             | Csere Ágnes        |
| 1994 | Családba nem üt a ménkű                     | It Runs in the Family                              | Mrs. Parker                   | Borbás Gabi        |
| 1995 | Az én családom                              | My Family                                          | Gloria                        |                    |
| 1995 | A fűhárfa                                   | The Grass Harp                                     | Ida nővér                     | Rátonyi Hajni      |
| 1995 | Arc                                         | Powder                                             | Jessie Caldwell               | Csere Ágnes        |
| 1995 | Nixon                                       | Nixon                                              | Hannah Milhous Nixon          | Csere Ágnes        |
| 2001 |                                             | Nobody’s Baby                                      | Estelle                       |                    |
| 2001 | A trombitás hattyú                          | The Trumpet of the Swan                            | anya (hangja)                 | Zsigmond Tamara    |
| 2001 | Az élet háza                                | Life as a House                                    | Colleen Beck                  | Kocsis Judit       |
| 2001 | Nevem Sam                                   | I Am Sam                                           | Dr. Blake                     | Kocsis Judit       |
| 2002 | Napfényes Florida                           | Sunshine State                                     | Francine Pinkney              |                    |
| 2002 |                                             | Wish You Were Dead                                 | Sally Rider                   |                    |
| 2003 | Nő előttem, nő utánam                       | Hope Springs                                       | Joanie Fisher                 | Kocsis Judit       |
| 2003 | A senki gyermekei                           | Casa de los Babys                                  | Gayle                         |                    |
| 2003 | Mi a manó                                   | Elf                                                | Emily Hobbs                   | Andresz Kati       |
| 2005 | Szabad egy táncra?                          | Marilyn Hotchkiss' Ballroom Dancing & Charm School | Marienne Hotchkiss            | Németh Kriszta     |
| 2006 | A halott lány                               | The Dead Girl                                      | Leah anyja                    | Andai Györgyi      |
| 2006 | Inland Empire                               | Inland Empire                                      | látogató                      |                    |
| 2007 | Elvis és Anabelle                           | Elvis and Anabelle                                 | Geneva                        | Tallós Rita        |
| 2007 | Váltság-Nobel-díj                           | Nobel Son                                          | Sarah Michaelson              | Kovács Nóra        |
| 2007 | Fapofa                                      | Numb                                               | Dr. Blaine                    | Vándor Éva         |
| 2007 | A másik én                                  | The Brave One                                      | Carol                         | Takács Kati        |
| 2007 |                                             | Honeydripper                                       | Amanda Winship                |                    |
| 2008 | Tesó-tusa                                   | Step Brothers                                      | Nancy Huff                    | Kubik Anna         |
| 2008 | Négy karácsony                              | Four Christmases                                   | Marilyn                       | Kiss Mari          |
| 2009 |                                             | American Outrage (dokumentumfilm)                  | narrátor                      |                    |
| 2009 | Az elektromos ködben                        | In the Electric Mist                               | Bootsie Robicheaux            | Csere Ágnes        |
| 2009 | Nász-ajánlat                                | The Proposal                                       | Grace Paxton                  | Spilák Klára       |
| 2009 | Család újratöltve!                          | The Open Road                                      | Katherine                     |                    |
| 2009 | Hova lettek Morganék?                       | Did You Hear About the Morgans?                    | Emma Wheeler                  | Kiss Mari          |
| 2010 |                                             | Dirty Girl                                         | Peggy                         |                    |
| 2011 |                                             | Keepin’ It Real Estate (rövidfilm)                 | Claire                        |                    |
| 2011 | A segítség                                  | The Help                                           | Elaine Stein                  | Vándor Éva         |
| 2012 |                                             | Mrs. Pilgrim Goes to Hollywood                     | Mary                          |                    |
| 2013 | Last Vegas                                  | Last Vegas                                         | Diana Boyle                   | Kocsis Judit       |
| 2013 |                                             | Brahmin Bulls                                      | Helen West                    |                    |
| 2013 | Kaguya hercegnő története                   | The Tale of the Princess Kaguya                    | bambuszvágó felesége (hangja) | Menszátor Magdolna |
| 2014 | Az élet dala                                | Song One                                           | Karen                         | Kovács Nóra        |
| 2015 |                                             | A Walk in the Woods                                | Jeannie                       |                    |
| 2016 | A szeretet könyve                           | The Book of Love                                   | Julia                         | Kovács Nóra        |
| 2016 |                                             | Dean                                               | Carol                         |                    |
| 2016 | Katie búcsút int                            | Katie Says Goodbye                                 | Maybelle                      |                    |
| 2017 |                                             | The Discovery                                      | interjúztató                  |                    |
| 2017 | Párosan szép az élet?                       | I Do… Until I Don’t                                | Cybil Burger                  | Kovács Nóra        |
| 2018 | Könyvklub – avagy az alkony ötven árnyalata | Book Club                                          | Carol                         | Vándor Éva         |
| 2018 |                                             | Antiquities                                        | Dr. Margot                    |                    |
| 2019 |                                             | Flannery                                           | narrátor                      |                    |
| 2020 | Karácsonyi meglepi                          | Happiest Season                                    | Tipper Caldwell               | Kovács Nóra        |
| 2021 | Rémálmok sikátora                           | Nightmare Alley                                    | Mrs. Kimball                  | Kiss Mari          |
| 2023 | Könyvklub: A következő fejezet              | Book Club: The Next Chapter                        | Carol                         | Vándor Éva         |

### Televízió
| Év        | Magyar cím                               | Eredeti cím                          | Szerep                    | Megjegyzések                                                   |
| --------- | ---------------------------------------- | ------------------------------------ | ------------------------- | -------------------------------------------------------------- |
| 1983      |                                          | Faerie Tale Theatre                  | Mary / Piroska            | 1 epizód                                                       |
| 1985      |                                          | Tender Is the Night                  | Nicole Warren Diver       | minisorozat (6 epizód)                                         |
| 1988      |                                          | The Attic: The Hiding of Anne Frank  | Miep Gies                 | tévéfilm                                                       |
| 1991–1992 | Vissza a jövőbe                          | Back to the Future                   | Clara Clayton (hangja)    | - főszereplő (25 epizód) - magyar hangja: - Zakariás Éva       |
| 1994      |                                          | The Gift                             | Catherine                 | tévéfilm                                                       |
| 1995      | Frasier – A dumagép                      | Frasier                              | Marjorie (hangja)         | 1 epizód                                                       |
| 1996      | Gulliver utazásai                        | Gulliver’s Travels                   | Mary Gulliver             | - minisorozat (2 epizód) - magyar hangja: - Kútvölgyi Erzsébet |
| 1996–1997 |                                          | Ink                                  | Kate Montgomery           | főszereplő (22 epizód)                                         |
| 1998      |                                          | About Sarah                          | Sarah Elizabeth McCaffrey | tévéfilm                                                       |
| 1999      | Noé bárkája                              | Noah’s Ark                           | Naamah                    | - minisorozat (2 epizód) - magyar hangja: - Piros Ildikó       |
| 2000      |                                          | Picnic                               | Rosemary Sydney           | tévéfilm                                                       |
| 2000–2017 | Félig üres                               | Curb Your Enthusiasm                 | Mary Steenburgen          | - 6 epizód - magyar hangja: - Pápai Erika                      |
| 2002      | Kapcsolat a mennyországgal               | Living with the Dead                 | Karen Condrin nyomozó     | tévéfilm                                                       |
| 2002      | Esküdt ellenségek: Különleges ügyosztály | Law & Order: Special Victims Unit    | Grace Rinato              | 1 epizód                                                       |
| 2003–2005 | Isteni sugallat                          | Joan of Arcadia                      | Helen Girardi             | főszereplő                                                     |
| 2004      |                                          | Becker                               | páciens                   | 1 epizód                                                       |
| 2004      |                                          | It Must Be Love                      | Clem Gazelle              | tévéfilm                                                       |
| 2004      |                                          | Capital City                         | Elaine Summer             | tévéfilm                                                       |
| 2007      |                                          | Reinventing the Wheelers             | Claire Wheeler            | tévéfilm                                                       |
| 2009      |                                          | Happiness Isn’t Everything           | Audrey Veil               | tévéfilm                                                       |
| 2010      |                                          | Southern Discomfort                  | Mary Lou Dobson           | tévéfilm                                                       |
| 2011–2013 |                                          | Wilfred                              | Catherine Newman          | 4 epizód                                                       |
| 2011      | Robotcsirke                              | Robot Chicken                        | Athena (hangja)           | 1 epizód                                                       |
| 2011      | Író és kamuhős                           | Bored to Death                       | Josephine                 | 4 epizód                                                       |
| 2012      | A stúdió                                 | 30 Rock                              | Diana Jessup              | 5 epizód                                                       |
| 2012      |                                          | Outlaw Country                       | Anastasia Lee             | tévéfilm                                                       |
| 2014–2015 | A törvény embere                         | Justified                            | Katherine Hale            | 13 epizód                                                      |
| 2015–2017 | Narancs az új fekete                     | Orange Is the New Black              | Delia Powell              | 6 epizód                                                       |
| 2015–2018 | Az utolsó ember a Földön                 | The Last Man on Earth                | Gail Klosterman           | - főszereplő (57 epizód) - magyar hangja: - Kovács Nóra        |
| 2015      | Együttlét                                | Togetherness                         | Linda                     | 2 epizód                                                       |
| 2015      | 7 nap a pokolban                         | 7 Days in Hell                       | Louisa Poole              | tévéfilm                                                       |
| 2015      |                                          | Jim Henson's Turkey Hollow           | Cly néni                  | tévéfilm                                                       |
| 2016      |                                          | Blunt Talk                           | Margaret Rudolph          | 4 epizód                                                       |
| 2017      |                                          | Finding Your Roots                   | önmaga                    | 1 epizód                                                       |
| 2018      |                                          | The Conners                          | Marcy Bellinger           | 1 epizód                                                       |
| 2019      |                                          | On Becoming a God in Central Florida | Ellen Joy Bonar           | 5 epizód                                                       |
| 2019–2021 |                                          | Bless the Harts                      | Crystalynn Poole (hangja) | 7 epizód                                                       |
| 2020–2021 |                                          | Zoey’s Extraordinary Playlist        | Maggie Clarke             | főszereplő (25 epizód)                                         |
| 2020      | Grace és Frankie                         | Grace and Frankie                    | Miriam                    | 2 epizód                                                       |
| 2020      | A Jó Hely                                | The Good Place                       | zenetanár                 | 1 epizód                                                       |
| 2021      |                                          | Zoey’s Extraordinary Christmas       | Maggie Clarke             | tévéfilm                                                       |
| 2022      |                                          | Mr. Mayor                            | Adriana                   | 1 epizód                                                       |

## Fordítás
- Ez a szócikk részben vagy egészben  a   Mary Steenburgen című angol Wikipédia-szócikk fordításán alapul.  Az eredeti cikk szerkesztőit annak laptörténete sorolja fel. Ez a jelzés csupán a megfogalmazás eredetét és a szerzői jogokat jelzi, nem szolgál a cikkben szereplő információk forrásmegjelöléseként.